# نيكولاي كسينوبول
نيكولاي ديميتري كسينوبول (11 أكتوبر 1858 - ديسمبر 1917) هو سياسي ودبلوماسي واقتصادي وكاتب روماني، والأخ الأصغر للمؤرخ ألكسندرو ديميتري كسينوبول، وكان مثله عضوًا في مجتمع يونيميا. أخذ نيكولاي إلهامه في البداية من زعيم يونيميا تيتو مايوريسكو، وأصبح لاحقًا منشقًا عن اليونيمية ووضعيًا ومؤيدًا للواقعية الأدبية. من الناحية السياسية، ابتعد كسينوبول أيضًا عن التيار المحافظ واحتضنه التيار الليبرالي، حيث عمل كمحرر لصحيفتين ليبراليتين: رومانول وفيونتا ناسيونال. كان لديه مهنة ناجحة في السياسة الانتخابية، والتي بدأت داخل الحزب الليبرالي الوطني وفيما بعد انضم إلى الحزب الديمقراطي المحافظ. في عام 1912، أصبح وزيرًا للتجارة، وساعد في إنشاء أكاديمية الدراسات الاقتصادية.
ألّف كسينوبول روايتين من التيار الواقعي تنتقدان البيئة الاجتماعية في عصره. وضعته حملته من أجل الواقعية وتغطيته الإيجابية للحضارة الحضرية في مواجهة الكاتب المحافظ ميهاي إمينسكو. يُعد نقاشهم العنيف في ثمانينيات القرن التاسع عشر أحد النقاط البارزة في مسيرة كسينوبول المهنية في الصحافة الثقافية. كان انخراطه العاطفي في دعم القضية الليبرالية موضوعًا آخر للجدل، وفي عدة مناسبات، تبارز مع زملائه في الصحافة.
في أواخر حياته، دعم نيكولاي كسينوبول تورط رومانيا في الحرب العالمية الأولى إلى جانب دول المحور. توفي أثناء قيامه بمهمته الأخيرة، كأول سفير لرومانيا في اليابان.

## سيرة شخصية

### النشأة
كان الأخوان كسينوبول من أصول أجنبية: والدهم، المعروف محليًا باسم ديميتري (ويُزعم أنه وُلد بأصل كسينوبولي)، كان من الرعايا البريطانيين واليونانيين للعقيدة البروتستانتية، واستقر في ميناء جالاتي وتحول إلى الأرثوذكسية الرومانية. كان من أصل يهودي. فتح ديميتري الطريق أمام مسيرة ابنه السياسية والأدبية والدبلوماسية: لقد كان ترجمان للبعثة البروسية إلى مولدافيا، ومعلمًا لأطفال عائلة روزيتي، ومديرًا لمنزل داخلي، وفي النهاية مدير سجن. كانت والدة نيكولاي (كنيتها قبل الزواج فاسيليو)، من أصل يوناني.
ولد نيكولاي في العاصمة المولدافية، ياش، كواحد من أبناء ديميتري الستة: كان لديه شقيقان (ألكسندرو وفيليب، الذي سيصبح مهندسًا معماريًا) وثلاث أخوات. أكمل تعليمه الثانوي في تلك المدينة. بحلول عام 1877، كان منتسبًا إلى يونيميا، وهي جمعية أدبية محافظة أسسها مايوريسكو وبيتر ب. كارب وإياكوب نيغروزي وغيرهم من الأدباء المولدافيين. استجاب أعضاء النادي لسعيه للبروز، وقدموا له المال للدراسة في الخارج: بعد التحاقه بجامعة باريس، حصل على درجة الدكتوراه في القانون من جامعة لييج. خلال فترة تدريبه، التقى نيكولاي وصادق طلابًا رومانيين شبابًا آخرين، بما في ذلك الكاتب المسرحي ومدير المسرح ألكسندرو دافيلا. لم تلبِ المنحة جميع احتياجاته. عمل خلال معظم فترة دراسته الجامعية، وتخلى عن الدراسة لبعض الوقت، محاولًا الانضمام إلى القوات البرية الرومانية، أو التركيز على كتابة روايته أشجار التنوب والعفن.
ظهر نيكولاي لأول مرة كروائي وكاتب واقعي من خلال العمل الفكاهي «حزن أمريكي في رومانيا»، والذي نُشر في سلسلة من قبل مجلة يونيميا الأدبية من أواخر عام 1879 حتى منتصف عام 1880. نُشرت روايته أشجار التنوب والعفن لأول مرة كسلسلة في منبر يونيميا الأدبي عام 1880.
بحلول عام 1882، ابتعد نيكولاي عن يونيميا، وكما لاحظ أعضاء الجماعة، ربما يكون قد جُذب من قبل إيون لوكا كاراغيالي تلميذ مايوريسكو للانضمام إليه في السياسة المناهضة للمحافظين. كان نيكولاي في ذلك الوقت منخرطًا في صحيفة رومانول، الناطقة بلسان الليبرالية اليسارية، وأصبح محررها الرئيسي. عمل تحت قيادة الزعيم الليبرالي سي أ. روسيتي، واستعاره لفترة كونستانتين باكالباشا، الذي جاء من الجريدة الليبرالية تيليغرافول. طالبت صحيفة رومانول نيكولاي بأدب واقعي قادر على وصف الصراع الطبقي؛ بالنسبة لنيكولاي، كان النموذج الذي يجب اتباعه هو الروائي الشاب من ترانسيلفانيا، إيوان سلافيتشي. كاتب آخر أشاد به نيكولاي كان نيكولاي غاني من يونيميا اعتقد كل من كسينوبول وراعيه السابق مايوريسكو أن قصة غاني القصيرة وضعت معيارًا للغة أدبية جديدة.
دعا نيكولاي إلى دراسة روايات سالفيشي من قبل كتاب آخرين، ثم استخدامها في إنشاء أدب حديث تمامًا. استجاب عمود شعراء يونيميا ميهاي إيمينسكو، لهذه الحجة بمقال خبيث، وصف فيه نظريات نيكولاي بالعالمية والاغتراب. في البداية غارقًا في نغمة مقال إيمينسكو، رد نيكولاي بمقال لاذع في تيليغرافول (أبريل 1882)، حيث كان التركيز على أصول إيمينيسكو العرقية. وفقًا للمؤرخ الأدبي كونستانتين كوبليسان: «سياسيًا، أصبح نيكولاي معروفًا كخصم ليونيميا، حيث كتب هجاءً عنيفًا بشكل غير عادي ضد أعضائها، بلغة فظة ومهينة».

### الحزب الوطني الليبرالي وصحيفة فيونتا ناسيونال
في وقت قصير، انضم نيكولاي إلى الحزب الوطني الليبرالي، في حين أصبحت يونيميا فصيلًا داخليًا لمجموعة المحافظين. ولفترة في عام 1884، كان رئيسًا لمكتبة بوخارست العامة. في عام 1885، عين رئيس الوزراء إيون براتيناو نيكولاي سكرتيرته الخاص. بعد ذلك أيضًا، رحب نيكولاي بالزائر البلجيكي إميل لويس فيكتور دي لافيلي، ورتب له لقاء مع روزيتي.
كانت هذه الفترة بمثابة بداية صراع مفتوح آخر بين نيكولاي وأعضاء يونيميا: تولى الأول منصب محرر فيونتا ناسيونال الناطقة باسم الحزب الليبرالي، وبدأ في نشر مقالات تدين تخلف أيديولوجية أعضاء يونيميا. بحلول أكتوبر 1886، انحاز نيكولاي إلى خصوم يونيميا الماركسيين في كونتيمبرانول، وسمح للزعيم الماركسي كونستانتين دوبروجينو-جيريا بنشر مقالات معادية لمايوريسكو في فوينتا ناسيونال. لقد جمع هذه المقالات، مضيفًا مقالاته الخاصة، في كتيب بعنوان تناقضات السيد مايوريسكو. خلال عام 1885، وجه نيكولاي أيضًا الحملة المعادية للسامية ضد التحالف الإسرائيلي العالمي، بمقالات غير موقعة قد تكون أو لا تكون من كتابة كاراجيال.
هدف آخر لهجمات نيكولاي كان زميله الروماني السابق باكالباسا طالب الأخير بالرضا عن الادعاءات المقدمة عنه في فيونتا ناسيونال، وتبارز الصحفيان مع بعضهما البعض في مضمار السباق في بانييسا. كان المفهوم أن الخاسر سيكون أول من تنزف دماؤه: لمس نصل باكالباسا إصبع نيكولاي، واعترف زينوبول بالهزيمة. في وقت لاحق من هذا العام، ركزت فيونتا ناسيونال على جريدة المحافظين إيبوكا. نتيجة لذلك، زار نيكولاي في منزله من قبل رجلين من إيبوكا، وهددوه بالأذى الجسدي؛ سحب نيكولاي مسدسه عليهم، واستدعى السلطات؛ تلقى فيليبيسكو وبالو أحكامًا بالسجن، ولكن عُفي عنهم بعد 3 أشهر من عقوبتهم. بقي نيكولاي نفسه مبارزًا شغوفًا، وفي حالة أخرى، قيل إنه اتهم خصمًا بشفرة بعد انتهاء مبارزة المسدسات بالتعادل.
وصلت أنشطة نيكولاي إلى مجالات أخرى. كتب هو والملحن البوكوفيني سيبريان بورومبيسكو كورال، إيرنا، نشرته جمعية أرمونيا الموسيقية في عام 1885. وفي العام نفسه، حاضر في أثينا الرومانية في بوخارست. كان مؤتمره، الذي نُشر في شكل كتيب في وقت لاحق من العام، بمثابة هجاء للسياسة الرومانية، وحمل عنوان الإحسان.